# أم دوم
أم دوم مدينة تقع في محلية شرق النيل بمحاذاة النيل الأزرق في السودان، على ارتفاع 385 متر (1263 قدم) فوق سطح البحر على بعد 10 كيلو متر ( 6,21 ميل) من العاصمة الخرطوم.

## الجغرافيا
تقع أم دوم في الجهة الشرقية للنيل الأزرق، ويحدها من الشرق منطقة مشروع الهيئة العربية للإنماء والإستثمار الزراعي، التابعة لجامعة الدول العربية، ومن الجهة الجنوبية الشرقية ضاحية سوبا شرق ، ومن الجهة الشمالية الجريف شرق  ومن الجهة الجنوبية والغربية مجرى نهر النيل الأزرق.

## تاريخ المدينة

### النشأة والتكوين الإثني للمدينة
تأسست علي يد عبد الصادق ود حسيب ود سليمان ود إبراهيم البنداري، وكنيته الضرير . أحد زعماء قبيلة الهوارة العربية . وتبعا لذلك ينحدر مواطنو أم دوم الأوائل من الهوارة وقد حضر جدهم الكبير من مصر ووصل إلى الحلفاية ومنها إلى منطقة الشيخ البنداري، وأخيرا استقر به بالمقام، بأم دوم. ونتيجة للهجرات منذ حوالي القرن الماضي حدث تصاهر مع مختلف القبائل السودان الأخرى خصوصا قبيلة الجعليين، كما ذكر عون الشريف قاسم في كتابه « قاموس العامية في السودان» باعتبارهم من سكان الخرطوم الأصليين، بالإضافة إلى سكان المناطق الأخرى القريبة مثل شمبات وبري توتي والجريف شرق والجريف غرب، والسروراب والفتيحاب وهم من أفراد قبيلة المحس الذين وفدوا إلي تلك المنطقة إلى جانب خليط من القبائل الأخرى من بينها الدناقلة وهوارة و الكواهلة والمغاربة وغيرهم والذين اندمجوا في مجتمع المدينة.
أول شيخ بامدوم في نظام الشياخة عام 1882 هو مصطفى النعيم جد النعيماب ... وهم من مشايخة الجعليين ...

### حقبة الحكم الثنائي
قامت السلطات الاستعمارية إبان الحكم الثنائي الإنجليزي المصري في السودان بتمليك أراضي مشروع أم دوم للإمام عبد الرحمن المهدي، زعيم طائفة الأنصار، رغم اعتراض بعض السكان على ذلك والذي تم تأميمه في عهد الرئيس جعفر نميري لصالح الهيئة العربية للإستثمار والإنماء الزراعي.[بحاجة لمصدر]

## النشاط الإقتصادي
اشتهر أهل أم دوم بالتجارة منذ القرن التاسع عشر ويعود لهم الفضل في دخول التجار الشماليين أغلب مناطق جنوب السودان قبل أن تدخلها السلطات الرسمية ويحتفظون بعلاقات واسعة مع مختلف القبائل هناك وصلت إلى حد المصاهرة.

## وصلات خارجية
- موقع إم دوم غير الرسمي